# Parafia św. Michała Archanioła w Rukojniach
Parafia św. Michała Archanioła w Rukojniach (lit. Šv. arkangelo Mykolo parapija) – parafia rzymskokatolicka administracyjnie należąca do dekanatu nowowilejskiego archidiecezji wileńskiej. 